# خايمي ميلان ديل بوش
خايمي ميلان ديل بوش (بالإسبانية: Jaime Miláns del Bosch y Ussía)‏ (8 يونيو 1915 - 26 يوليو 1997) كان ملازمًا في الجيش الإسباني تم فصله وسجنه في عام 1981 لدوره في الانقلاب الفاشل في 23 فبراير 1981. 

## السيرة الشخصية
ولد ميلان ديل بوش في عائلة نبيلة كان أفرادها يشغلون العديد من الرتب العسكرية العليا. كان حفيد خواكين ميلانز ديل بوش. وبحسب ما ورد تفاخر خايمي ميلانس ديل بوش مرارًا بعدد من أسلافه الذين شاركوا في الانقلابات.
في عام 1934 ، دخل أكاديمية توليدو للمشاة. كطالب، حارب في الحرب الأهلية الإسبانية في الكازار في توليدو، حيث أصيب أثناء قصف جمهوري. بعد ذلك بوقت قصير، حصل على عمولة ضابطه في الفيلق الإسباني. في عام 1941، انضم بوش إلى الفرقة الزرقاء للقتال ضد الاتحاد السوفييتي تحت القيادة الألمانية.
بعد الحرب، شغل مناصب متتالية كمُلحق عسكري في السفارات الإسبانية في دول أمريكا اللاتينية بما في ذلك الأرجنتين وأوروغواي وتشيلي وباراغواي. 